# Пица
Пица (на италиански: Pizza) е солен гастрономически продукт, състоящ се от тесто, приготвено от брашно, вода и мая. То се разточва и обикновено се покрива с домати, моцарела и други съставки, съобразно културните и регионалните предпочитания, след което се готви на дървена пещ. Произхождаща от неаполитанската кухня, днес, заедно с пастата, пицата е най-известната италианска храна в света.
С името „пица“, почти непозната отвъд неаполитанските градски стени, още през XVIII век се обозначават тортите, почти винаги сладки. Едва от началото на XIX век пицата придобива сегашното си значение благодарение на Неапол. Последвалият ѝ глобален успех води до определянето на всяко подобно на нея ястие по същия начин.
През 2017 г. ЮНЕСКО обявява Изкуството на неаполитанския пицар за нематериално наследство на човечеството.
Според италианския вестник „Кориере дела Сера“ думата „пица“ е най-известната италианска дума в света, дори пред „чао“.

## Етимология
Етимологията на съществителното „пица“ (която не е непременно свързана с произхода на продукта) е предмет на дискусии. Съществуват различни хипотези:
- от pizzo, което от своя страна идва от ономатопейното p...zz, свързано с идеята за „връх“.[9]
- от picea (плацента) като отливка на древногръцкото πίττα, pítta в смисъл на „катран“.[10]
- производно на германското (лангобардско или готско) на старо високонемското в Италия bĭzzo-pĭzzo (оттук и на съвременния немски език Bissen – „залък“) – „парче хляб“, „парче фокача“.[11][12] Тази теза се потвърждава и от първоначалната област на разпространение на думата, която съвпада с Лангобардското кралство и херцогствата Беневенто и Сполето.
- Широкото присъствие на pita в Балканския регион кара някои учени[13] да търсят произхода на думата в гръцкото πίτα („пита“) произхода на италианската пита, от където и „пица“ чрез кръстосването ѝ с pezzo („парче“). И италианският историк Алесандро Барберо предлага извличането на термина от гръцкия/близкоизточния термин pita, но чрез лангобардското произношение pitza.
- Франко Фанчуло и Пиерпаоло Форнаро предлагат произхода на думата от старогръцкото ἀπίκια, apíkia (на латински * apīcia) „фокача по апицийски“, от името на латински автор на готварски рецепти.[14]
- През 2007 г. учените Марио Алиней и Ефраим Нисан предлагат семитска етимология.[15]

Първите писмени свидетелства за думата „пица“ датират от простонародния латински език на град Гаета през 997 г., тогава все още част от Византийската империя. Текстът гласи, че наемател на определен имот трябва да дава на епископа на Гаета duodecim pizze („дванадесет пици“) всяка Коледа и още дванадесет всеки Великден.
Един следващ документ, написан на агнешки пергамент, за наем на земя и с дата на гърба 31 януари 1201 г. се намира в библиотеката на епархията Сулмона-Валва; той съобщава думата „пици“ два пъти. Става въпрос за договор за наем, впоследствие появил се и в други италиански градове като Рим, Л'Акуила, Пезаро, Пене и др.

## История
Храни, подобни на пица, се правят още от неолита. В древната история могат да се намерят свидетелства за хора, които добавят други съставки към хляба, за да го направят по-вкусен. През VI век пр.н.е. персийските войници от Ахеменидската империя по време на управлението на Дарий Велики пекат плоски хлябове със сирене и фурми върху бойните си щитове, а древните гърци допълват хляба си с масла, билки и сирене. Ранно споменаване на храна, подобна на пица, се среща в „Енеида“ от Вергилий, когато Целаено – кралица на харпиите предсказва, че троянците няма да намерят мир, докато не бъдат принудени от глад да изядат трапезите си (Книга III). В книга VII на Еней и хората му се сервира ястие, което включва кръгли торти (като пита), гарнирани с варени зеленчуци. Когато ядат хляба, те разбират, че това са „трапезите“, пророкувани от кралицата. Още в древни времена плоските фокачи – квасни и безквасни са широко разпространени сред египтяните и римляните (като напр. offa – малка фокача на основата на лимец).
Въпреки че вече е широко разпространен продукт почти в целия свят, пицата е оригинално ястие от неаполитанската кухня. Съвременната пица еволюира от плоските хлябове в Неапол през XVIII или началото на XIX век. Преди това време плоският хляб често се гарнира с чесън, сол, свинска мас и сирене. Не е сигурно кога са добавени доматите за първи път и има много противоречиви твърдения. До около 1830 г. пицата се продава на открити щандове и от пекарни за пица. Пицата става любима храна на съпругата на неаполитанския крал Фердинанд IV – Мария-Каролина Австрийска, а по-късно и на италианския крал Умберто I и на съпругата му Маргарита Савойска, в чест на която е назована една от рецептите. Според общоприетото мнение думата „пица“ често се отнася до кръглата пица, гарнирана с домати и моцарела, която е най-известният вариант на т. нар. „Неаполитанска пица“ – пица „Маргарита“. Популярна съвременна легенда гласи, че тя е измислена през 1889 г., когато Кралският дворец на Каподимонте възлага на неаполитанския пицар Рафаеле Еспозито да създаде пица в чест на гостуващата кралица Маргарита. От трите различни пици, които той създава, кралицата предпочита тази с цветовете на италианското знаме – червено (домати), зелено (босилек) и бяло (моцарела). Казват, че този вид пица е кръстен на кралицата, въпреки че по-късните изследвания поставят под съмнение тази легенда. Официално писмо за признание от „ръководителя на службата“ на кралицата остава изложено в магазина на Еспозито, към 2021 г. наречен пицария „Бранди“.
Съществува и по-широко значение на термина „пица“. Всъщност, тъй като в крайна сметка това е особен вид хляб или фокача, пицата се предлага в безброй производни и вариации, променяйки името и характеристиките си според различните местни традиции.
В САЩ пицата е пренесена през втората половина на XIX век от италиански емигранти и за първи път се прави в Чикаго, Илинойс. Първата пицария в страната – Lombardi's отваря врати в Ню Йорк през 1905 г. След Втората световна война ветераните, завърнали се от италианската кампания и запознати с местната кухня на Италия, се оказват готов пазар, особено за пица. През 1957 г. се появяват първите пици – полуфабрикати.
В България пицата навлиза в края на 1970-те години, наричана на тогавашния бюрократичен жаргон „гарнирана пита“. В големите градове са изградени пицарии на самообслужване с ограничен брой места за сядане, първото известна сред които е в град София на ъгъла на „Раковска“ и „Гурко“. Пиците по онова време са сравнително скъпи, с недобро качество и с ограничен асортимент.

## Типология за приготвяне в Италия

### Кръгла пица
За кръглата пица се меси на ръка тесто от брашно, вода, мая, сол и евентуално зехтин. То се оставя да втаса за определено време, след което се разделя на единични порции (панети или паниели), които се разточват на ръка под формата на диск, овкусен различно. Разстилането на тестото може да се извърши с помощта на точилка или, за предпочитане, както повелява традицията, на ръка чрез обръщане и издърпване на втасалите тестени топки върху работна повърхност или с въздушни извивки. Специалистите по последния метод са акробатичните пицари. Те си служат с доказани жестове от ежедневната си практика, за да си играят с тестото на пицата, което разстилат, като го подхвърлят и въртят във въздуха с елегантни акробатични хореографии.

Овкусената пица се пече на нажежения под на дървена пещ, много бързо и при много висока температура (обичайно в нагрята до около 200 °C фурна се пече за около 10 – 12 мин.).
Това е най-известната пица и най-консумираната в света: нарича се още „Класическа пица“ или „Неаполитанска пица“. Традиционна за няколко италиански регионални кухни, тя става известна като специалитет на неаполитанската кухня. Град Неапол играе много важна роля в историята на пицата, създавайки и изнасяйки този специалитет, който към XXI век е най-разпространеният в света. Поради тази причина изразът „Неаполитанска пица“ все още се използва като синоним на „Кръгла пица“, дори ако характеристиките ѝ често се различават от тези на неаполитанската традиция.
Предимно извън Италия вместо тесто за хляб често се използват по-тлъсти и понякога дори сладки теста; овкусяването винаги е в изобилие и варира значително в зависимост от местните обичаи.

### Пица на парче
За пицата на парче (също „пица в тава“) втасалото тесто се разточва, овкусява и се изпича в големи кръгли или правоъгълни метални тави и след това се излага на показ, за да се продава на тегло по избор на клиента или у дома, да се яде на парчета. Продажбата на този сорт пица е широко разпространена не само в истинските пицарии, но и в пекарните.
Тъй като пицата трябва да се държи на показ и евентуално да е загрята, това изисква използването на много воднисти теста, които дори при тези условия не изсъхват, а ѝ придават максимален вкус. За тази цел се използват силни брашна, процеси на регенерация или сода на прах, които позволяват да се добави по-висок процент вода към тестото.

### Пица ала пала
Пицата ала пала (с лопата), както и пицата в тава, е голяма пица, изложена и продавана на тегло, но приготвянето ѝ става, подобно на кръглата пица, директно върху повърхността на фурната.

### Пица на метър
Тя е вариант на Пица ала пала, чийто външен вид и форма споделя, но се сервира на масата или се предлага за вкъщи като кръглите пици. Тя е създадена от Луиджи Дел Амура във Вико Екуенсе на полуостров Соренто в началото на 1950-те г. и патентована на 19 декември 1960 г.

## Типология по географски произход (Италия)

### „Вераче“ (Неаполитанска пица)
Обработката и съставките на истинската занаятчийска неаполитанска пица са дефинирани с италианската норма UNI 10791: 98.
Неаполитанската пица е единственият вид италианска пица, призната на национално и на европейско равнище. Всъщност от 4 февруари 2010 г. тя е официално призната за храна с традиционно специфичен характер (на итал. STG) на Европейския съюз.
Прилича на кръглата пица от меко тесто и с високи ръбове. Това подуване на кората се дължи на въздуха, който се движи от центъра навън по време на фазата на манипулация. В класическото неаполитанско тесто не се допускат никакви видове мазнина. Само вода, брашно, мая (бирена или натурална) и сол. В най-строгата традиция то предполага само два варианта по отношение на овкусяването:
- Пица „Маринара“: с домат, чесън, риган и двойно пресован зехтин.
- Пица „Маргерита“: с домат, моцарела STG на лентички, нарязана на кубчета биволска моцарела от Кампания DOP или фиор ди лате, или пушена провола от Кампания, босилек и двойно пресован зехтин. Тази пица, която носи цветовете на италианското знаме (бяло за моцарелата, червено за домата и зелено за босилека) е наречено в знак на почит към кралица Маргарита Савойска по повод посещението ѝ в Неапол (този епизод сега се смята от доста учени за фалшива история).[28]

И накрая, приготвянето на неаполитанската пица става винаги чрез използването на дървена пещ и следователно никога не се използват други методи за готвене като електрическата фурна. Пицата се пече много бързо и при много висока температура.
Днес неаполитанската пица е едно от най-популярните ястия в света и присъства в почти всички италиански ресторанти и места в чужбина с името „Неаполитанска пица“ или „Пица Наполи“.

### Сицилианска пица
В Сицилия има няколко варианта, свързани със селската кулинарна традиция, които също се различават значително от истинската пица. В Палермо е популярна u spinchuni („ло сфинчоне“, lo sfincione на италиански) – мека фокача с галета, лук, качокавало и strattu (консерва с домати, сушени на слънце). В Катания е широко разпространена ежедневната употреба на скачата, първоначално през XVIII век само през коледния период. Тя е направена от първи слой тесто, сирене тума и осолена аншоа, обезсолена, или пък във вариант „Ала паезана“ – с картофи, колбаси, броколи, черен пипер, домат и сирене тума. И в двата случая се затваря с втори пласт тесто и се пече след намазване с яйце.
Също така в провинция Катания, особено в Дзаферана Етнеа и Виагранде, традиционната сицилианска пица е пържено калцоне от меко тесто, пълнено със сирене, обезсолена аншоа, манатарки и други съставки. В провинция Сиракуза, особено в общините Соларино и Сортино, може да се опитат pizzòlu – вид кръгла пълнена пица. В провинция Месина се приготвят традиционните пидуни (piduni) – малко пържено или печено калцоне, пълнено със зеленчуци. Има и Фокача от Месина, традиционно приготвяна в тиган със зеленчуци, сирене, домати и осолена аншоа. В района на Рагуза се приготвя скача (scaccia) – традиционно сицилианско тестено печиво, което може да се пълни с доматен сос, различни зеленчуци, броколи, карфиол, патладжан, картофи, сирене (като рикота, тума или качокавало), салсича (наденица), скариди, черни маслини.

### Римска пица
Римската пица е кръгла пица с много тънко и хрупкаво тесто. Тестото се прави с меко пшенично брашно тип 00 или 0, вода, бирена мая (или натурална мая), зехтин (или масло от семена, за да се получи по-хрупкава пица) и сол в такива пропорции, че да е твърдо и консистентно, дотолкова, че често се налага да се разточва с точилка. Наполи е вариантът, който се разпространява от Рим едва след Втората световна война, овкусен с домати, моцарела и аншоа. Традиционните римски готварски книги изглежда потвърждават, че вариантът с обезсолена аншоа е обичаен за столицата. Римската пица според тях трябва да включва също настърган босилек, сирене пекорино и черен пипер.
Особен римски специалитет е т. нар. Бяла пица“ (Pizza bianca), която изглежда като вид фокача без овкусяване освен сол и олио, но която може да се пълни по желание.
Римската пица не бива да се бърка с т. нар. „Пинса“ (pinsa) – пълнена ниска правоъгълна или овална фокача от смес от различни брашна, оставена да втасва дълго с добавка на зехтин и сол, и овкусена с различни съставки, която се радва на определена известност в столицата. Противно на общоприетото тя няма древен произход и е регистрирана търговска марка през 2001 г.

### Генуезка пица
Генуезката пица е пица в тиган с доста гъсто и меко тесто, приготвено с меко пшенично брашно, вода, сол, бирена мая и понякога малко мляко. След като втаса, то се разстила с ръце директно в тавата и се пече във фурната, за предпочитане на дърва. Произхожда от генуезката фокача.

### Пизанска пица
Пизанската пица е пица в кръгла тава със средно дебело тесто, гарнирано с настърган пармезан или моцарела, аншоа и каперси. Обикновено пицата се яде като улична храна в комбинация със солената торта от нахут чечина (cecina): една четвърт от пицата се сгъва и чечината се вмъква вътре в нея. Пицата се предлага главно в исторически пицарии в Пиза и провинцията и в провинциите Лука и Ливорно.

### Пица от Марке
Типичната за Марке пица, наследник на древната креша, не се среща в пицарии-ресторанти, а само в пекарни и магазини, които приготвят пица за продажба на парче. В тези бизнеси се продава на парче, а не на килограм като другаде. С крешата тя споделя присъствието на свинска мас в тестото, което винаги липсва в пиците на други региони. Все пак свинската мас се редува със зехтин, който се среща например в Cacciannanze oт Асколи.
Има четири традиционни варианта: бяла с розмарин, бяла с лук, обикновено червена и червена с моцарела, където „бяла“ и „червена“ означават съответно без и с домат. През зимата може да се намери и вкусната Пица с грасели. Това е зимен продукт, тъй като граселите са остатъците от топенето на свинската мас и следователно се предлагат само във връзка с клането на прасето между ноември и януари. Пицата, приготвена в пекарни, овкусена със зехтин или със свинска мас, е по-висока и по-мека от тази на пицариите на парче.

### Пица в тиганче (Торино)
Пица „Ал тегамино“ („в тиганче“) е традиционен кулинарен специалитет на Торино. Тя се характеризира с двойно втасване на тестото и с приготвяне във фурна в малък, т.е. нисък кръгъл алуминиев или железен тиган без дръжки), направен незалепващ с тънък слой зехтин.

### Пица на парче (Милано)
Този тип пица, която не трябва да се бърка с пиците на метър или на парче (обикновено по-ниски), е традиционна за Милано, в чийто хинтерланд се разпространява около 1980-те години, въпреки че някои исторически заведения вече я предлагат през 1950-те и 1960-те години.
Пицата е висока и мека; готви се в тиган, обикновено количеството домат е малко, докато моцарелата (в сух вариант) е много обилна и покрива цялото ястие (включително ръба), а тестото ѝ се прави с вода, брашно, сол, зехтин и бирена мая. Някои специалисти добавят сварени впослествие намачкан картоф към брашното като „тайна“ съставка, за да направи пицата по-цветна и мека отвътре и леко хрупкава в основата. Използването на тази последна съставка е типично за някои фокача и хлябове от средиземноморските райони на Италия и се разпространява в
Милано след периода на италианския икономически бум.

## Овкусявания
Пицата има безброй много възможни овкусявания (т.е. съставки, които се поставят върху тестото преди, по време или след готвене). Някои от тях са тясно свързани с традицията на италианската кухня и са по-разпространени в пицариите на страната. Най-използваните съставки при приготвянето на пица са моцарела, Фиор ди лате, домати, осолена аншоа, морски дарове, салам и гъби. Има две макрокатегории пица: „Червена“ с доматен сос и „Бяла“ без. Бялата обаче може да има добавени домати след готвене. Спецификацията на STG (Гарантиран традиционен специалитет, на итал. Specialità tradizionale garantita) за Неаполитанската пица пoзволява само два варианта за овкусяване: Маринара и Маргерита.
Някои групи съставки с течение на времето са придобили истински имена като: Капричоза (домати, моцарела, гъби, артишок, прошуто кото, черни маслини, зехтин, босилек), Маргерита (домати, сирене фиор ди лате, олио, босилек), Маринара (домати, чесън, риган, олио), Куатро стаджони (Четири сезона) (същата като Капричиоза, но разделена на четири сегмента), Диавола (домати, моцарела, пикантен салам, лют червен пипер, пикантен зехтин) и Куатро формаджи (Четири сирена) (моцарела с три други вида сирена – едно зряло, едно меко или кремообразно и едно твърдо).
В следната таблица са най-често срещаните видове пици в Италия:
| Наименование на италиански | Наименование                                            | Съставки                                                                              | Забележки |
| -------------------------- | ------------------------------------------------------- | ------------------------------------------------------------------------------------- | --- |
| Americana или BWP          | Американска (BWP)                                       | моцарела, кренвирш, пържени картофки                                                  | |
| Bianca                     | Бианка (Бяла)                                           | зехтин, сирене, съставки на вкус                                                      | Да не се бърка с едноименния римски специалитет, който е признат като P.A.T. и се прави само в Лацио.               |
| Biancaneve                 | Бианканеве (Снежанка)                                   | моцарела                                                                              | Често с повече моцарела от пица „Маргерита“                                                                         |
| Bismarck                   | Бисмарк                                                 | домати, моцарела, прошуто кото, пържено яйце                                          | Името ѝ идва от Ото фон Бисмарк, известен любител на яйцата.                                                        |
| Boscaiola                  | Боскайола                                               | моцарела, гъби печурки, салсича (наденица) на парчета                                 | |
| Calabrese                  | Калабрезе (Калабрийска)                                 | 'Ндуя, червен лук от Тропеа                                                           | пикантна |
| Caprese                    | Капрезе                                                 | домати сорт „биволско сърце“, биволска моцарела, босилек, зехтин                      | |
| Capricciosa                | Капричоза (Капризна)                                    | домати, моцарела, гъби, артишок, прошуто кото, черни маслини                          | |
| Carbonara                  | Карбонара                                               | моцарела, яйце, гуанчале, пекорино, пипер                                             | |
| Carrettiera                | Каретиера                                               | моцарела, зеленчук фриарели, салсича, люспи сирене грана                              | |
| Cipolle                    | Чиполе (с лук)                                          | лук                                                                                   | Вариантът „Пица Тропеа“ се прави с червен лук от Тропеа                                                             |
| Diavola                    | Диавола                                                 | домат, моцарела, пикантен салам, люта чушка, черни маслини                            | Вариантът „Сарда“ включва пекорино и суха салсича. Пикантна                                                         |
| Fiori di zucca             | Фиор ди дзука                                           | моцарела, тиквени цветя, осолена аншоа, зехтин                                        | |
| Focaccia                   | Фокача                                                  | розмарин, зехтин, сол                                                                 | известна и като „Панепица“ (panepizza, хлябопица) или Пица пане“ (pizza pane, „пица хляб“).                         |
| Frutti di mare             | Фрути ди маре (С морски дарове)                         | домат, моцарела, морски дарове (скариди, черни морски миди, калмари), чесън, магданоз | |
| Funghi                     | Фунги (с гъби)                                          | домат, моцарела, печурки, зехтин, магданоз                                            | Има и вариант с манатарки                                                                                           |
| Mare e monti               | Маре е монти (Море и планини)                           | домати, моцарела, гъби, морски дарове, чесън, магданоз                                | |
| Margherita                 | Маргерита                                               | домати, фиор ди лате, босилек, зехтин                                                 | |
| Marinara                   | Маринара                                                | домати, чесън, риган, зехтин                                                          | Името ѝ идва от факта, че съставките ѝ, лесни за съхраняване, са били използвани от моряците в дългите им пътувания |
| Messicana                  | Месикана (Мексиканска)                                  | домати, моцарела, лук, панчета, черен боб                                             | |
| Mimosa                     | Мимоза                                                  | моцарела, сметана, прошуто кото, царевица                                             | |
| Napoletana                 | Наполетана (Неаполитанска)                              | домати, солена аншоа, риган, каперси, зехтин                                          | В Неапол се нарича „Пица по римски“ (pizza alla romana)                                                             |
| 'Nduja                     | 'Ндуя                                                   | 'Ндуя                                                                                 | пикантна |
| Ortolana o Vegetariana     | Ортолана (Градинарска) или Веджетариана (Вегетарианска) | домати, моцарела, чушки, син домат, тиквички, различни печени зеленчуци               | |
| Pisana                     | Пизана (от Пиза)                                        | домати, моцарела, каперси, аншоа, пармезан                                            | |
| Primavera                  | Примавера (Пролет)                                      | домат от Пакини, моцарела, рукола, прошуто крудо, люспи грана                         | |
| Prosciutto e formaggio     | Прошуто е формаджо (Шунка и сирене)                     | прошуто кото, сирене                                                                  | Във вариант „Пражка пица“ се използва пражка шунка и пражко сирене (за предпочитане пражка провола)                 |
| Prosciutto e funghi        | Прошуто е фунги (Шунка и гъби)                          | домати, моцарела, печурки, прошуто кото                                               | |
| Pugliese                   | Пулиезе (от Пулия)                                      | домати, моцарела, лук, черни маслини                                                  | |
| Puttanesca                 | Путанеска                                               | домат, черни маслини, каперси, аншоа, чесън, босилек                                  | |
| Quattro formaggi           | Куатро формаджи (Четири сирена)                         | моцарела, различни сирена, босилек, горгондзола                                       | Може да се направи с червена основа с добавяне на домати                                                            |
| Quattro stagioni           | Куатро стаджони (Четири сезона)                         | домати, моцарела, гъби, артишок, прошуто кото, черни маслини                          | Като Капричоза, но съставките са разделени на 4 квадранта, които понякога са разделени от тънки ивици тесто         |
| Tirolese                   | Тиролезе (Тиролска)                                     | домат, моцарела, горгондзола, спек                                                    | |
| Ungherese                  | Унгерезе (Унгарска)                                     | домат, моцарела, унгарски салам                                                       | |
| Valdostana                 | Валдостана (от Вале д'Аоста)                            | домат, моцарела, прошуто кото, сирене фонтина                                         | |
| Vecchia Modena             | Векия Модена (Стара Модена)                             | моцарела, балсамов оцет от Модена, панчета, рукола                                    | |

## Варианти на пицата в Италия

### Калцоне
В Неапол т. нар. „затворена пица“ (pizza chiusa), т.е. добре подправена и покрита от самото тесто, се нарича още „Калцоне“. По-късно в Пулия са измислени и приготвени други разновидности на калцонето с различен вид тесто.

### Пита chjina
Дори в Калабрия се приготвя нещо подобно на Калцоне, когато хлябът се слага на фурната. Особено в миналото, заедно с „нормалния“ хляб за семейството, често се е приготвяла pitta chjina – пълнена пита, където „пита“ е общото наименование за форма на хляб. Този продукт има вид на затворена пица, т.е. на образувана от два слоя тесто с пълнеж вътре в тях. Нарича се още pizza chiena, pizza fragula или pizza frangula (последното име е широко разпространено в районите на Контурси Терме и Батипаля).

### Папоша от Вико дел Гаргано
Папоша (Paposcia), известна още като Paposcjola, наречена така заради формата си на пантоф, наричана още Pizza schett или Pizza Vamp, е традиционно ястие за Гаргано в Пулия.
Произходът ѝ се губи далеч във времето, а причините за създаването ѝ са най-разнообразни. Най-разпространената причина е, че древните, за да установят точно температурата на дървените фурни, са поставяли малка част от омесеното тесто в самата фурна. В зависимост от това дали този хляб е набъбвал или не и в зависимост от готвенето му е можело да се разбере дали фурната е готова. Естествено, за да не се похабява така полученият пица сандвич, тя е била нарязвана и напълвана, в класическата и в старата си форма, със зехтин местно производство и с настъргано местно сирене пекорино или с дива рукола, домати и малко сол. Тя е трудна за възпроизвеждане, тъй като квасът за направата ѝ много често се състои от стари, все още живи дрожди, съхранявани в древните местни фурни.
С течение на времето вариациите ѝ са много и се стига и до сладкия ѝ вариант, пълен с лешников шоколад и разпространението му във всички градове на носа на Гаргано.
Възрастните хора разказват, че около XVI век, за да не се похабява тестото, останало прикрепено към кухненския шкаф, то е било използвано за създаване на тази дълга и характерна храна.

### Панцерото
Панцерото (Panzerotto) е малка затворена пица. Може да се пече на фурна или да се пържи на тиган. Традиционо за италианската ростичерия, тя е широко разпространена на юг, където в Пулия се нарича „Панцерото“, докато в Кампания се нарича „Калцоне“ или „Пържена пица“ (pizza fritta).

### Пицета
Както подсказва името ѝ (на италиански pizzetta, малка пица), това е пица в по-малък вариант на нормалната пица. Пицетите се приготвят с класическо тесто за пица, фокача или бутер тесто и съдържат съставки според вкуса. Размерите на пиците са разнообразни и варират от най-малките, които приличат на салатини (солени квадратчета) с диаметър няколко сантиметра до най-големите, малко по-малки от традиционната пица и които представляват лека храна.

## Експерименти и иновации

### Пица с паста
Първите експерименти в този смисъл се провеждат в САЩ, където се предлагат пици с паста върху цялата повърхност на пицата.
През 2018 г. в ресторант във Витербо, Лацио такава пица е предложена като ястие в менюто с различни варианти и с представяне на доста естетически издържаната пица.

### Безглутенова пица
През последните години на XX век става популярна и безглутенова пица, приготвена с непшенични брашна, подходяща за страдащи от целиакия.

## Пицата извън Италия
Пицата извън Италия се разпространява директно от италианските емигранти или косвено, главно чрез имитация на пицата, разпространявана от американското кино или от големите американски вериги.
Във Франция първите пицарии са отворени в началото на XX век в Марсилия след силната неаполитанска имиграция в този град.
Видът италианска пица, повече или по-малко свързан с традицията, обаче бавно се налага и е възможно да се опита дори на места, където първоначално не е присъствал.

### Американска пица
В САЩ пицата претърпява особена еволюция, за да се адаптира към разликата или липсата на някои съставки и към различните вкусове на американците, като стига до Американската пица, характеризираща се с мекота, плътност и изобилно овкусяване. Нерядко към тестото се добавят масло или маргарин (или други видове мазнини) и захар. Тук влизат Пица „Ню Йорк“, Пица „Чикаго“ и Пица „Калифорния“.
Първата пицария в САЩ е открита в „Малката Италия“ в Ню Йорк през 1905 г. Обичайните овкусявания за пица включват аншоа, мляно говеждо месо, пиле, шунка, гъби, маслини, лук, чушки, пеперони (салам), ананас, салам, колбаси, спанак, пържола и домати. Различни регионални типове се развиват през XX век, включително стилове Бъфало, Калифорния, Чикаго, Детройт, Гръцки, Ню Хейвън, Ню Йорк и Сейнт Луис. Тези регионални вариации включват големи пици, пълнени пици, Калцони, turnovers (пълнена), rolls (замразени големи джобове с панирана пълнена пица) и пица на клечка, всяка с привидно неограничени комбинации от сос и овкусявания. Вериги пицарии като Доминос Пица, Пица Хът и Папа Джонс, пици от пицарии take and bake (предлагащи пица за приготвяне у дома) и охладени или замразени пици от супермаркетите правят пицата лесно достъпна в цялата страна.
В таблицата са показани някои американски и канадски пици:
| Изображение | Наименование                                | Съставки | Произход                           | Поява          | Забел.                                                                       |
| ----------- | ------------------------------------------- | --- | ---------------------------------- | -------------- | ---------------------------------------------------------------------------- |
|             | Chocolate pizza (Шоколадова пица)           | Шоколад, други сладки неща |                                    |                | Десерт                                                                       |
|             | Clam pie (Пай с миди)                       | Миди | Нова Англия                        | 1950-те г.     | Пица версия на Покрития пай, сервиран в Нова Англия от колониалните времена. |
|             | Hawaiian pizza (Хавайска пица)              | Ананас, шунка или бекон | Канада                             | 1962           | Известна с противоречията си.                                                |
|             | Sushi pizza (Суши пица)                     | Пържен ориз, авокадо, сьомга, риба тон или месо от раци, майонеза и уасаби. | Торонто, Канада                    | 1993           | Фюжън кухня между суши и пица.                                               |
|             | Chicago-style pizza (Чикагска пица)         | Пече се в тава с висок ръб, който съдържа дебел слой топинги. Кората понякога се пълни със сирене или други съставки.                                                                                                | Чикаго, САЩ                        | ок. 1940-те г. |                                                                              |
|             | Detroit-style pizza (Детройска пица)        | Голяма кора, изпечена в правоъгълни стоманени тави. | Детройт, САЩ                       | 1946           |                                                                              |
|             | Grandma pizza (Пица на баба)                | Тънки, квадратни, изпечени в тава, „напомнящи на пиците, приготвяни вкъщи от италиански домакини без пещ за пица“.                                                                                                   | Лонг Айлънд, САЩ                   | нач. на 20 век |                                                                              |
|             | Greek pizza (Гръцка пица)                   | Стегната и изпечена в плитка тава; коричката е лека и подобна на фокача. | Кънектикът, САЩ                    | 1955           |                                                                              |
|             | Italian tomato pie (Италиански доматен пай) | Приготвя се от гъсто тесто, покрито с доматено пюре; вариация на Сицилианска пица. Наричана още Ленти за пица (когато е нарязан, както е на изображението), Пай със сос, Църковен пай, Червен хляб, Парти пица и др. | САЩ                                | нач. на 20 век |                                                                              |
|             | Jumbo slice                                 | Голямо парче пица, продавано като улична храна | Ню Йорк и Вашингтон, САЩ           | 1981           |                                                                              |
|             | New York-style (Нюйоркска пица)             | Пица с неаполитански произход с характерна тънка сгъваема коричка | Метрополна зона на Ню Йорк и отвъд | нач. на 20 век |                                                                              |

## Хранителни стойности
Най-известната от пиците – Пица „Маргерита“ съдържа различни хранителни вещества: въглехидрати под формата на нишесте (в брашното), растителни липиди от двойно пресован зехтин и животински липиди от биволска моцарела или фиор ди лате, животински протеини (отново от моцарелата).
Тези несъмнени качества обаче не трябва да ни карат да забравяме, че пицата не е нискокалорична храна, подходяща за всяка диета: Маргарита с тегло 300 г. осигурява над 800 калории, около 75% от които са в полза на въглехидратите.

## Тесто
Много важно при пицата са освен качеството на съставките, така и правилното зреене и втасване. Зреенето е необходим процес, така че нишестето, което се съдържа в брашното (полизахарид) да дойде от някои ензими (алфа- и бета-амилаза), разградени до прости захари, което означава, че добре узрялата пица е смилаема. Докато бирената мая върши своята работа, произвеждайки в тестото въглероден диоксид и благородни газове, откъдето идва и втасването, т. е. удвояването на обема, който се получава в тестото.

## Места за консумация на пица
Местата, където се приготвя и консумира пица, се наричат „пицарии“.
Древната пицерия „Порт Алба“ (Antica Pizzeria Port'Alba) в стария център на Неапол, Италия се счита за първата пицария в света.
Поради силната италианска имиграция и влияние градът с най-голям брой пицарии в света е Ню Йорк, следван от Сао Пауло в Бразилия. В Сан Пауло пиците често имат овкусявания, произлизащи от местната гастрономия, като палмито и катупири (кремообразно сирене).
В САЩ и в различни части на света има множество вериги пицарии. Една от големите франчайзинг вериги е Пица Хът, която има ресторанти в 86 страни по света, но не и в Италия. От 1999 г. веригата Спицико, свързана с марката Аутогрил, е активна в Италия, и предлага концепция по средата между пицарията и типичното за Северна Америка бързо хранене. В Испания и Португалия е популярна Телепица, която също прави доставки по домовете.
Пицата е добре дошла и в Азия. Пример е Япония, където освен пицата на големите американски вериги и новите форми на местна пица, е възможно да се намери и домашна пица, произведена според италианските стандарти за качество.

## Законодателство
На 9 декември 2009 г. Европейският съюз, по искане на Италианския парламент, предоставя деноминацията на Гарантиран традиционен специалитет (TSG), за да защити традиционната неаполитанска пица, по-специално „Маргерита“ и „Маринара“.
Италианският парламент приема закон за Традиционната италианска пица, определяйки точно определени съставки и начина на приготвяне на италианската пица (включително и на замразените пици). Само продукти, отговарящи на тези изисквания, могат да носят името „традиционни“, най-малкото в Италия.
Италия също така изисква от Европейския съюз да защити някои традиционни италиански пици, като например „Маргерита“ и „Маринара“. Европейският съюз приема решение за включването им в системата на Защитено име и географски произход (Protected designation of origin) през 1990-те години.

## Статистика
Според проучване на Академията на пицарите в Италия през 2017 г. има около 75 500 пицарии: 28 000 занаятчийски пицарии за продажба на пица на парче и за дома, 43 000 ресторанта-пицарии и 4500 хотела с пицарии-ресторанти, със средно 80 изпечени пици на ден, което ги прави общо 6 040 000 произведени пици на ден, 157 040 000 на месец и 1 884 480 000 пици на година.
С килограм брашно се произвеждат около 8 пици, следователно се изразходват 755 тона брашно на ден, 19 630 тона на месец и 235 560 тона на година. Що се отнася до овкусяванията, консумацията на домати и моцарела е почти идентична, с 8 кг на ден, 208 кг на месец и 2,5 тона на година за двете съставки на един търговец на дребно.

## Рекорди
- Най-дългата пица в света (1,93 км) е направена на 10 юни 2017 г. във Фонтана, Калифорния, САЩ. Според Книгата на рекордите на Гинес са използвани 8,85 тона брашно, 2,5 тона доматен сос и 2 тона моцарела. Пицата е приготвена за 54 часа (40 часа за приготвяне и разстилане на тестени блатове плюс 14 часа за приготвянето им на няколко пъти) от екип от над 100 готвачи. Предишният рекорд е поставен на 9 май 2016 г. на брега на Неапол, когато пицата е с дължина от 1853,88 метра за общо 9 часа.[99][100]
- Най-голямата пица в света е приготвена в Рим през декември 2012 г. и е с размери 1 261 m2 (13 570 sq ft) . Пицата е наречена „Октавия“ в знак на почит към първия римски император Октавиан Август и е направена на безглутенова основа.[101]
- Във Фелтам, Лондон новият рекорд за най-далечна доставка на пица отива у Луси Клъф. Пицата е изпечена на 17 ноември 2004 г. и изминава разстояние от 16 949 км за доставка на Рамзи Стрийт в Мелбърн, Австралия на 19 ноември 2004 г. Рекордът е записан в изданието на Книгата на рекордите на Гинес от 2006 г.
- Най-скъпата комерсиална пица в света, призната от Световните рекорди на Гинес, струва 2700 долара и е продадена в Industry Kitchen в Ню Йорк, САЩ на 24 април 2017 г. Направена е от тесто с черни калмари и гарнирано с британско бяло сирене Stilton, френски гъши дроб и трюфели, хайвер Ossetra от Каспийско море, хайвер Almas и листа от 24-каратово злато.[102]
- Съобщава се и за по-скъпи пици, но те не са признати от Световните рекорди на Гинес, като струващата 4200 британски паунда Пица Роял 007 в ресторант Хагиз в Глазгоу, Шотландия, която е покрита с хайвер, омар и 24-каратово злато, и такава от 1000 щатски долара, приготвена от пицария Nino's Bellissima в Ню Йорк, САЩ.
- Пицата, приготвена от ресторантьора Доменико Крола, включваща овкусявания с доматен сос sunblush, шотландска пушена сьомга, медальони от еленско месо, ядливо злато, омари, мариновани в коняк, и с хайвер, напоен с шампанско. Пицата е продадена на благотворителен търг през 2007 г. за 2150 британски паунда.[103]

## Сходни на пицата ястия
- Италиански Калцоне (Calzone) и Стрòмболи (Stromboli) са подобни ястия, които често се правят от тесто за пица – сгънато (калцоне) или навито (стромболи) около пълнеж.
- Италиански Панцероти – подобни на калцоните, но са пържени, а не печени.
- Регионално ястие от италианските региони Лигурия (Фаринàта) и Тоскана (Чèчина), приготвено от брашно от нахут, вода, сол и зехтин. Наричано още „сока“ (socca) в регион Прованс във Франция. Често се пече в тухлена пещ и обикновено се претегля и продава на парче.[104]
- Елзаски Фламенкюхе (Flammekueche)[105] (на стандартен немски: Flammkuchen, на френски: Tarte flambée) – тънък диск от тесто, покрит с крем фреш, лук и бекон.
- Чеснови пръстчета (Garlic fingers) – атлантическо канадско ястие, подобно на пица по форма и размер и приготвено от подобно тесто. Гарнира се с разтопено масло, чесън, сирене, а понякога и с бекон.
- Анадолски Лахмаджун (на арабски: laḥm bi'ajīn; на арменски: lahmajoun; също „Арменска пица“ или „Турска пица“) – кръгло тесто, покрито с месо. Основата е много тънка, а слоят от месо често включва нарязани зеленчуци.[106]
- Левантийски Манакиш (на арабски: ma'ujnāt) и Сфиха (на арабски: laḥm bi'ajīn; също „Арабска пица“) – ястия, подобни на пицата.
- Паница (Panizza) – половинка тънък дълъг хляб (често франзела), гарниран с обичайните съставки за пица, печена на фурна.
- Македонската Пастърмайлия – питка от тесто и месо. Обикновено е с овална форма с нарязано месо отгоре.
- Провансалски Писаладиер (Pissaladière) – подобен на италианска пица с малко по-дебела кора и овкусен с варен лук, аншоа и маслини.
- Американска Пица бейгъл (Pizza bagel) – франзела с овкусяване, подобно на тази на традиционните пици.
- Американски Пица бред (Pizza bread) – отворен сандвич, направен от хляб, доматен сос, сирене[107] и различни овкусявания.
- Американски Пица стикс (Pizza sticks) – пекат се с тесто за пица и съставки за пица.[108] При приготвянето им може да се използва и тесто за хляб,[109] а някои варианти се пържат.[110]
- Американски Пица ролс (Pizza rolls) – замразен хранителен продукт, състоящ се от големи джобове за панирана пица с вътрешност от доматен сос, топено сирене и различни овкусявания за пица.
- Окономияки (Okonomiyaki) – японско ястие, приготвено на котлон. Често се нарича „Японска пица“.[111]
- Занзибар пица – улична храна, сервирана в Стоун Таун, Занзибар, Танзания. Използва се тесто, много по-тънко от тестото за пица, почти като кори за баница, пълнено с телешка кайма, лук и яйце, подобно на мароканската basṭīla.[112]
- Цвибелкухен (Zwiebelkuchen) – немска лучена торта, често изпечена с нарязан на кубчета бекон и семена от кимион.

- Нарязано Калцоне
- Стромболи
- Панцерото
- Фарината
- Фламенкюхе
- Чеснови пръстчета – архетипът на Канадската пица
- Лахмаджун
- Манакиш със сусам
- Пастърмайлия
- Писаладиер
- Пица бейгъл
- Пица ролс
- Окономияки
- Цвибелкухен